# Lincoln Blackwood
Lincoln Blackwood – samochód osobowy typu pickup klasy pełnowymiarowej produkowany pod amerykańską marką Lincoln w latach 2001 – 2002.

## Historia i opis modelu

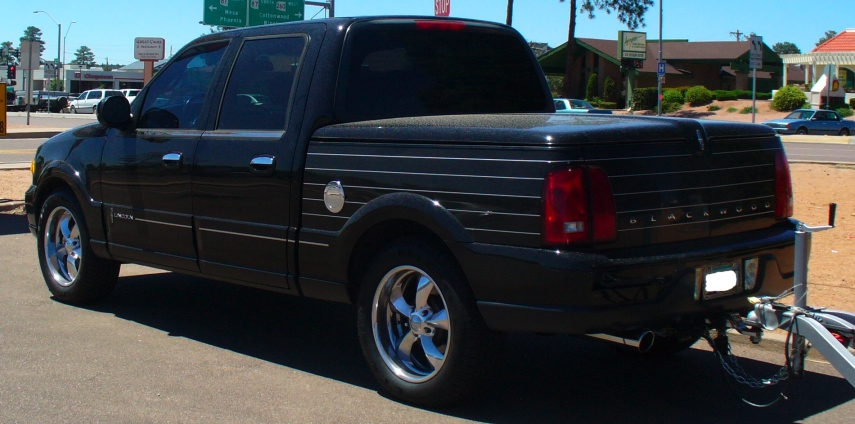
Lincoln Blackwood - tył

W 2001 roku Lincoln zaprezentował pierwszego w swojej historii pickupa, który został opracowany na bazie SUV-a Navigator. Samochód charakteryzował się czterodrzwiową, pięciomiejscową kabiną pasażerską, a także zabudowanym przedziałem transportowym pod postacią unoszonej klapy. Pojazd oparto na płycie podłogowej Forda o nazwie P-platform, a produkcja trwała jedynie przez rok z powodu niewielkiej sprzedaży.

### Silnik
- V8 5.4l DOHC 304 KM

### Dane techniczne
- V8 Modular 5,4 l (5408 cm³), 4 zawory na cylinder, DOHC,
- Układ zasilania: wtrysk
- Stopień kompresji: 9,5:1
- Średnica cylindra × skok tłoka: 90,20 mm × 105,80 mm
- Moc maksymalna: 304 KM (227 kW) przy 5000 obr./min
- Maksymalny moment obrotowy: 481 N•m przy 2750 obr./min
- Przełożenie główne: 3,73:1
- Opony: 285/60 R19